# Далёкое (Ставропольский край)
Далёкое — упразднённое село в Степновском районе Ставропольского края. Входило в состав Ольгинского сельсовета. Снято с учёта 27.03.1967 г..

## География
Село располагалось в 18 км к северо-западу от села Степное и в 3,5 км к западу от села Ольгино.

## История
Лютеранское село Нейдорф основано в 1911 г немецкими переселенцами. До 1917 г. в составе Ольгинской волости Святокрестовского/Александровского уезда Ставропольской губернии, после в составе Ольгинского сельсовет Архангельского, а с 1926 г. Степновского районов. Указом Президиума Верховного Совета РСФСР от 10 августа 1949 года колония Нейдорф переименована в селение Далёкое. Снято с учёта 27.03.1967 г.

## Население
| 1918 | 1926 |
| ---- | ---- |
| 54   | ↗347 |